# روشن رامی

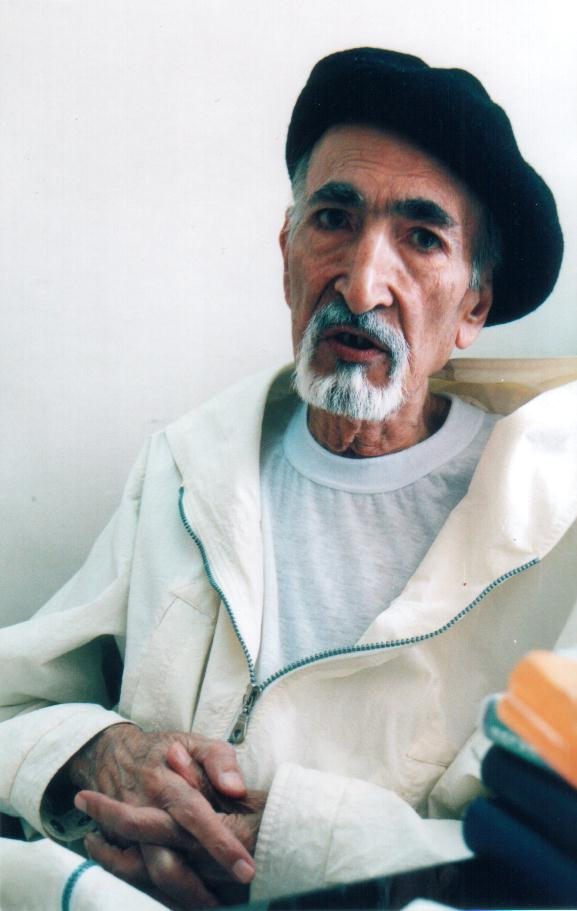
روشن رامی

روشن رامی (اسفند ۱۳۱۵ در اهواز - فروردین ۱۳۸۵ در اصفهان)، شاعر ایرانی بود.

## زندگی
وی در «نظامیه» (محلی نزدیک به اهواز) به دنیا آمد. دوران دبستان و دبیرستان را در شهرهای اندیمشک و اهواز گذراند و سپس برای رفتن به دانشگاه به تهران سفر کرد، اما در نهایت، از سال ۱۳۴۰ در اصفهان ساکن شد و شغل معلمی را برگزید.
وی که در ابتدای جوانی، شعر را با سرودن دوبیتی آغاز کرده بود، در اصفهان، با «انجمن کمال» آشنا می‌شود و این آشنایی بعدها به حضور او در انجمن صائب می‌انجامد که پس از جدایی هوشنگ گلشیری، محمد حقوقی، جلیل دوستخواه و دیگران از جمع «کهنه‌سرایان»، تشکیل شده بود. اعضای انجمن صائب، در سال ۱۳۴۴ اولین شمارهٔ جنگ اصفهان را منتشر کردند.
در سالهای تدریس، رامی توسط ساواک دستگیر می‌شود و به زندان می‌افتد و این به گفتهٔ خودش «آغاز درگیری با آموزش و پرورش» بوده است که حتی بعد از سال ۱۳۵۷ و ۱۳۵۸ هم ادامه می‌یابد و به اخراج او از آموزش و پرورش می‌انجامد.
پس از این، وی تا پایان عمر با وجود تنهایی و فقر به سرودن شعر می‌پرداخت و حاصل آن سال‌ها چاپ چند دفتر شعر از آثارش است.

## آثار
- اُبَی‌یَ،[۳][۴] اصفهان: کتابفروشی بابک، بی‌تا، ۱۳۷۵؛
- آوازهای از یاد رفته، اصفهان: نشر فردا، ۱۳۷۷؛
- ایستگاه های اندوه، اصفهان؛ نشر فردا، 1378؛
- طعم آفتاب: سرگذشت یک شعر، اصفهان: نقش خورشید، ۱۳۸۲.